# Rocco Marliani
Rocco Marliani (Verona, 1752 – Milano, 1826) è stato un avvocato, giudice, politico, legislatore e mecenate italiano.
Fu presidente della corte d'appello, conte e senatore del Regno napoleonico d'Italia.

## Biografia

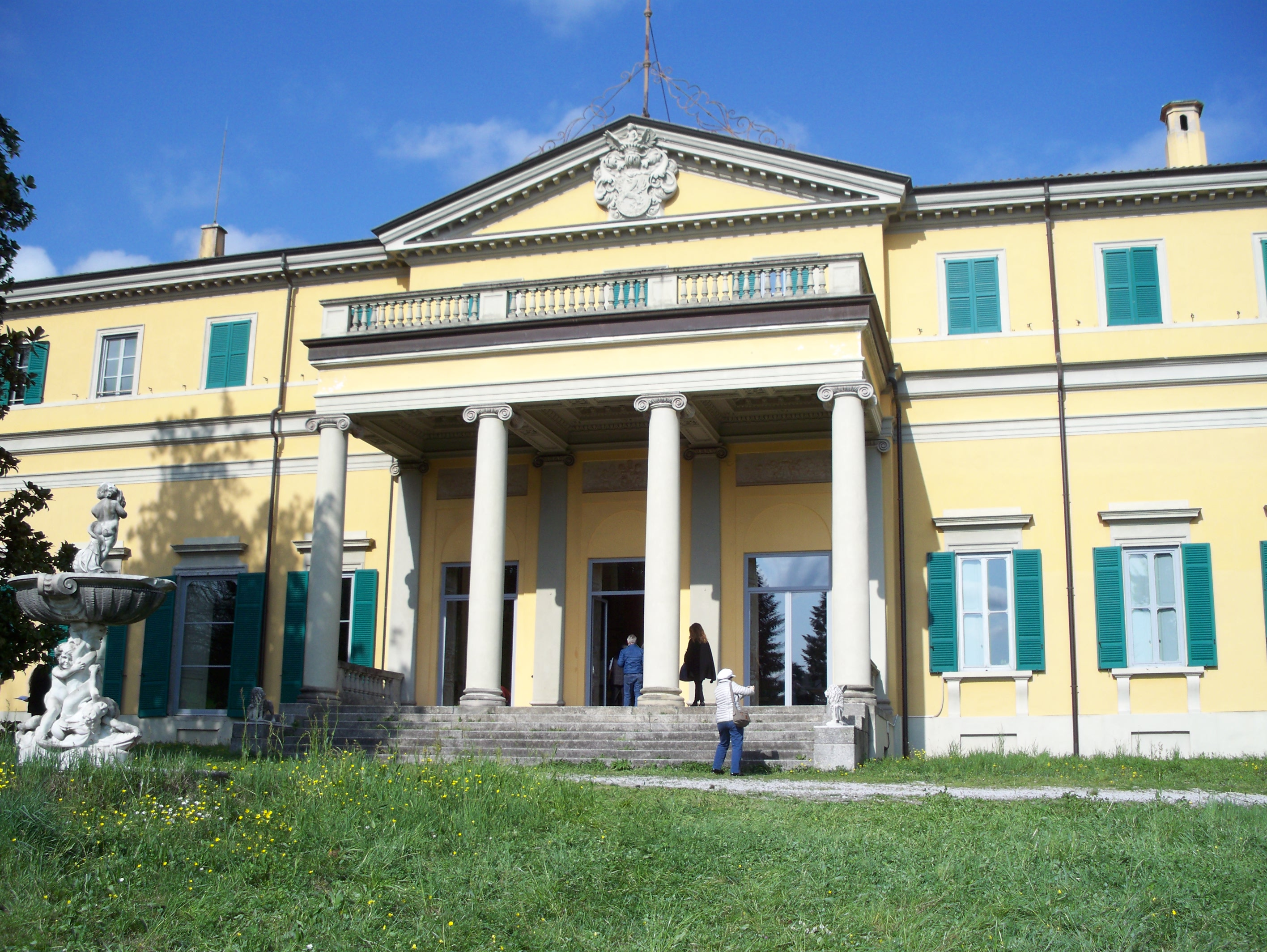
Villa Amalia a Erba, venne commissionata dal conte Rocco Marliani al celebre architetto Leopold Pollack.

Rocco Marliani nacque a Verona nel 1752, figlio di Pietro, esattore delle tasse che aveva accumulato una notevole fortuna personale che lo portò ad essere uno dei finanziatori del Teatro La Scala durante la  ricostruzione seguita all'incendio che distrusse il precedente Teatro Ducale nel 1776. Rocco studiò giurisprudenza all'Università di Pavia dove si laureò il 22 giugno 1775 e divenne successivamente avvocato presso il foro di Milano. Durante il periodo napoleonico, fu personalità particolarmente in vista per le sue arringhe favorevoli al governo filo-napoleonico della Repubblica Cisalpina e poi di quella Italiana, che lo portarono ad essere nominato giudice, poi consigliere di corte d'appello di Milano ed infine senatore del regno napoleonico d'Italia, ottenendo quindi il titolo di conte dal governo di Napoleone. Nel 1800 fu presidente della corte legislativa e prese parte ai Comizi di Lione del 1801.
Nel 1799, favorito dalla sua posizione, acquistò all'asta la quattrocentesca chiesa e l'ex convento di Santa Maria degli Angeli a Erba che fece completamente ristrutturare ad opera dell'architetto Leopold Pollack, trasformandola in una vera e propria villa sfarzosa e lussosa che dedicò alla moglie dandole il nome di Villa Amalia.
Grande mecenate a Milano, promosse personaggi come Vincenzo Monti, Giuseppe Parini (che ospitò nella sua villa di Arluno), Ugo Foscolo, Carlo Porta, Stendhal e Giovanni Torti, oltre a pittori come Giuseppe Bossi e Andrea Appiani, o lo scultore Antonio Canova e il matematico Lorenzo Mascheroni. Foscolo ebbe una relazione con la figlia di Rocco, Maddalena, la quale però all'epoca era già sposata col ricco banchiere milanese Paolo Bignami. Foscolo la celebrò nel poema Le Grazie. Altro figlio di Rocco fu il musicista Marco Aurelio Marliani che, a seguito della morte del padre e a causa dei suoi sentimenti spiccatamente anti-austriaci, decise nel 1830 di trasferirsi a Parigi (dove debuttò con Gioachino Rossini), vendendo buona parte delle proprietà di famiglia in Italia. Rocco Marliani fu inoltre zio materno della nota patriota Metilde Viscontini Dembowski e zio paterno del politico spagnolo Manuel Marliani che ospitò in casa propria negli anni della sua giovinezza.
Al ritorno degli austriaci a Milano, pur non venendo più reintegrato nelle sue posizioni politiche, ottenne il riconoscimento del titolo nobiliare e venne tenuto comunque in considerazione in materia legislativa. Nel 1816, infatti, pubblicò alcune riflessioni sulla proposta di una costituzione civile per il Regno Lombardo-Veneto.
Morì a Milano nel 1826.